# Мамедов, Алекпер Амирович
Алекпе́р Ами́р оглы́ Маме́дов (азерб. Ələkbər Əmir oğlu Məmmədov; 9 мая 1930, Баку, ЗСФСР, СССР — 28 июля 2014, Баку, Азербайджан) — советский футболист и тренер, нападающий. Четырехкратный чемпион СССР. Мастер спорта СССР (1955). Заслуженный мастер спорта СССР (1960), Заслуженный тренер СССР (1990).

## Биография
Воспитанник бакинской юношеской футбольной команды «Спартак».
Выступал за команды «Нефтяник» из Баку (1948—1953, 1960—1962), «Динамо» из Москвы (1954—1959). В Высшей лиге чемпионата СССР провёл 185 матчей, забил 56 голов. В 1954, 1955, 1957, 1959 годах становился чемпионом СССР. Участвовал в международных матчах.
Из воспоминаний Льва Яшина об игре с «Миланом»:

Алекпер Мамедов …Милан. 1955 год, 4 сентября. Стадион «Сан-Сиро». На трибунах 100000 зрителей, вокруг стадиона — 10000 автомашин. Московская команда «Динамо» была первой советской командой, приехавшей в Италию. В то время она носила титул дважды чемпиона мира. На встречу специально прибыли специалисты по футболу из Швейцарии, Франции и ФРГ. Итальянские «тиффози», помня, как два месяца назад «Милан» выиграл у «Динамо» 4:2, радостно предвкушали разгром москвичей на итальянском поле.
Первый тайм. На 25-й минуте Гундар Нурдаль, обладатель феноменального бомбардирского рекорда (225 голов в 235 матчах), в высоком прыжке головой направил мяч в верхний угол динамовских ворот. 0:1. Стадион взорвался аплодисментами, свистом и победным гулом.
…Во втором тайме динамовцы сразу же бросаются в атаку.
- Через три минуты Алекпер Мамедов с подачи Юрия Кузнецова красивейшем ударом забивает ответный гол. 1:1.
Стадион вздрогнул и от неожиданности замер…
… Через 13 минут после первого гола — быстрый проход Рыжкина, четкая подача в центр штрафной, на которую опять выходит Мамедов, следует моментальный рывок — и, оставшись один на один с вратарем, Алекпер с 16 метров хладнокровно расстреливает Буффона, 2:1. Проходит всего две минуты, как стадион взрывается аплодисментами: это Шабров вбегает в штрафную и точно пасует набегающему Мамедову, который в одно движение обрабатывает мяч и направляет его в ворота. 3:1. За 20 минут до финального свистка с четкого паса Ю. Кузнецова А. Мамедов проводит в этом матче свой … 4 мяч. Действия гостей покоряют зрителей, хозяева бросаются на штурм московских ворот, но защита, возглавляемая Л. Яшиным, начеку. "Алекпер исключительно техничный, обладающий оригинальной обводкой, хорошо ориентирующийся на поле, он был настоящий лидер атаки.

За сборную СССР в 1958—1959 провёл 4 матча. Участник отборочных матчей к чемпионату Европы 1960 года.
Старший тренер бакинского «Нефтяника» — 1963 — август 1965, 1971 — май 1972. Под его руководством в 1971 году команда была полуфиналистом Кубка СССР.
В 1953 окончил Азербайджанский индустриальный институт, В 1959 — школу тренеров при Азербайджанском ГИФКе. Преподаватель кафедры футбола АзГИФКа с августа 1962, преподаватель кафедры Азербайджанского государственного медицинского института с сентября 1965. Заведующий кафедрой физкультуры Азербайджанского института народного хозяйства в 1966—1970 и одновременно, директор бакинской футбольной школы Министерства просвещения Азербайджанской ССР. Заведующий кафедрой физкультуры АЗИНХа с июля 1972. Профессор (1993).
Президент республиканского штаба клуба «Севиндж» («Кожаный мяч») в 1972—1990.
В 1993 году был главным тренером сборной Азербайджана.
В 2002 году удостоен Персональной стипендии Президента Азербайджанской Республики.
Скончался 28 июля 2014 года в Баку.

## Достижения
Клубные
- Чемпион СССР (4): 1954, 1955, 1957, 1959
- Серебряный призёр чемпионата СССР (2): 1956, 1958
- Финалист Кубка СССР: 1955

Личные
- В списках 33 лучших футболистов сезона в СССР: № 3 — 1956, 1957

## Киновоплощения
- Юрий Трубин — «Лев Яшин. Вратарь моей мечты», 2019 год.